# 金馬獎特別貢獻獎
金馬獎特別貢獻獎是由財團法人中華民國電影事業發展基金會的臺北金馬影展執行委員會在臺灣舉辦的電影獎項 ，自2008年起頒發，給予年度最出色的華語電影中特別貢獻。
- 第43屆起終身成就特別獎新增特別貢獻獎。

## 得獎者

### 特別獎（第1屆-第29屆）
| 年份 （屆數）   | 姓名         | 獲獎身分 | 獲獎時年齡 |
| --------------- | ------------ | -------- | ---------- |
| 1981 （第18屆） | 王引         | 演員     | 69岁       |
| 1985 （第22屆） | 胡蝶         | 演員     | 76岁       |
| 1986 （第23屆） | 李業         | 演員     |            |
| 1987 （第24屆） | 成龍、童月娟 | 演員     |            |

### 特別貢獻獎（第45屆-第47屆、第55屆）
| 年份 （屆數）   | 姓名   |
| --------------- | ------ |
| 2008 （第45屆） | 黃仁   |
| 2009 （第46屆） | 王玨   |
| 2010 （第47屆） | 孫越   |
| 2018 （第55屆） | 廖慶松 |

## 外部連結
- 金馬獎官方網站 （页面存档备份，存于）
- 金馬影展 TGHFF的Facebook專頁
- goldenhorsefilmfestival的Instagram帳戶
- YouTube上的TGHFF頻道
- Taipei Golden Horse的X（前Twitter）